# NGC 5700
NGC 5700 (również PGC 52237 lub UGC 9423) – galaktyka spiralna z poprzeczką (SBbc), znajdująca się w gwiazdozbiorze Wolarza. Odkrył ją Lawrence Parsons 4 maja 1877 roku.